# Šjan
Šjan (kitajsko [ɕí.án] (); pinjin: Xi'an), tudi Ši'an ali Sian (pinjin: Sian - tudi slovenski eksonim), je glavno mesto province Šaanši v Ljudski republiki Kitajski. Kot podprovinčno mesto leži na planoti Guandžong na severozahodu Kitajske. Je eno najstarejših mest na Kitajskem, najstarejša prefekturna prestolnica in ena od štirih velikih starodavnih prestolnic Kitajske, ki je imela ta naziv pod več najpomembnejšimi kitajskimi dinastijami, vključno z Zahodnim Džovom, Činom, Zahodnim Hanom, Suijem, Severnim Džovom in Tangom. Mesto je izhodišče svilne poti in dom UNESCOVE glinene vojske cesarja Čin Ši Huanga.
Skozi zgodovino je služilo kot prestolnica več vladarskih dinastij tega dela Kitajske, začenši z dinastijo Džov v 11. stoletju pr. n. št. in njihovimi nasledniki, dinastijo Čin (3. stoletje pr. n. št.). Na Zahodu je bilo znano kot vzhodni konec svilne poti. Pod vladavino Komunistične partije Kitajske po drugi svetovni vojni se je v Šjanu začela intenzivna industrializacija.
Od 1980-ih, kot del gospodarske rasti celinske Kitajske, zlasti za osrednje in severozahodne regije, se Šjan pojavlja kot kulturno, industrijsko, politično in izobraževalno središče celotne regije osrednjega severozahoda, s številnimi ustanovami za raziskovanje in razvoj, nacionalno varnost in raziskovanje vesolja. Šjan ima trenutno podprovinčni status in upravlja 11 okrožij in 2 okraja. Mesto je tretje najbolj naseljeno mesto v zahodni Kitajski za Čongčingom in Čengdujem, pa tudi najbolj naseljeno mesto na severozahodu Kitajske. Leta 2020 je bil Šjan na dveletni mestni lestvici GAWC uvrščen med Beta-, po državni uvrstitvi pa je prišel na 17. mesto.
Šjan je po podatkih Nature Indexa tudi eno izmed 40 znanstveno najproduktivnejših mest na svetu, in dom številnih prestižnih kitajskih univerz, vključno z Univerzo Šjan Džjaotong, Univerzo severozahodne politehnike, Univerzo Čang'an, Univerzo Šidjan, Normalno univerzo Šaanši in Severozahodno univerzo.

## Ime
Šjan je atonalna pinjin romanizacija kitajskega imena 西安, Zahodni mir. (Apostrof – v kitajščini znan kot 隔音符號, géyīn fúhào – je treba vključiti, da se izgovorjava loči od enozložnega xian.) Ime je bilo sprejeto leta 1369 v zgodnji dinastiji Ming. Jezuitski misijonarji so njegovo ime zabeležili kot Si-ngan ali Si-ngan-fou zaradi njegovega statusa sedeža prefekture (府, fǔ). Ta oblika se še vedno pojavlja v latinskem imenu katoliške škofije Šjan, archidioecesis Singanensis. Wade in Giles sta ime kasneje romanizirala v Hsi-an, cesarska pošta pa v Sianfu ali Sian, oboje pa je bilo običajno do razglasitve pinjin.
Območje današnjega Šjana je bilo lokacija več pomembnih nekdanjih kitajskih mest. Prestolnici zahodnega Džova sta bili mesti dvojčka Feng in Hao, znani skupaj kot Fenghao, ki sta stali na nasprotnih bregovih reke Feng ob njenem sotočju z južnim bregom reke Vei v zahodnem predmestju današnjega Šjana. Prestolnica Čin Šjanjang je bila zgrajena severno od reke Vei v obdobju vojskujočih se držav, nasledila pa jo je prestolnica zahodnega Hana, Ćangan (長安), kar pomeni 'večni mir', ki je stala južno od reke Vei in je pokrivala osrednje območje današnjega Šjana. V času vzhodnega Hana je bil Čangan znan tudi kot 'zahodna prestolnica' (西京), poimenovana po istoimenskem položaju glede na glavno prestolnico Luojang. Pod dinastijo Sui se je leta 581 n. št. preimenovala v Dašing (大興, zelo uspešen). Pod dinastijo Tang se je leta 618 ime vrnilo v Čangan. V času mongolske dinastije Juan (13. in 14. stoletje) je imelo vrsto imen: Fengjuan (奉元),, Anši ((安西, Miren zahod) in Džingdžao (京兆). Ime dinastije Ming Šjan se je med letoma 1930 in 1943 spremenilo nazaj v Šidžing (»zahodna prestolnica«, kot zgoraj).

## Zgodovina

### Prazgodovina
Lantianski človek je bil odkrit leta 1963 v okrožju Lantian, 50 km jugovzhodno od Šjana in sega vsaj 500.000 let pred sedanjostjo. Leta 1953 so na vzhodnem obrobju mesta odkrili 6500 let staro neolitsko vas Banpo, ki vsebuje ostanke več dobro organiziranih neolitskih naselij, datiranih z ogljikom na obdobje pred 5600–6700 leti. Na tem mestu je zdaj muzej Šjan Banpo, zgrajen leta 1957 za ohranitev arheološke zbirke.

### Antika
Šjan je postal kulturno in politično središče Kitajske v 11. stoletju pr. n. št. z ustanovitvijo dinastije Džov. Glavno mesto dinastije Džov je bilo ustanovljeno v dvojnih naseljih Fengdžing (灃京) in Haodžing (鎬京), skupaj znanih kot Fenghao, ki ležita jugozahodno od sodobnega mesta Šjan. Naselje je bilo znano tudi kot Zōngdžōv (宗周), kar je označevalo njegovo vlogo glavnega mesta vazalnih držav. Leta 738 pr. n. št. je kralj Ping iz dinastije Džov zaradi političnih nemirov preselil glavno mesto v Luojang.

### Cesarska doba
Po obdobju vojskujočih se držav je bila Kitajska prvič združena pod dinastijo Čin (221–206 pr. n. št.), s prestolnico v Šjanjangu, severozahodno od sodobnega Šjana. Prvi kitajski cesar Čin ši Huang je skoraj takoj po svojem vzponu na prestol ukazal gradnjo glinene vojske in svojega mavzoleja vzhodno od Šjana.[30]
Leta 202 pr. n. št. je ustanovitelj cesar Liu Bang iz dinastije Han ustanovil svojo prestolnico v okrožju Čangan; njegova prva palača, palača Čangle (長樂宮, Večna sreča), je bila zgrajena čez reko od ruševin prestolnice Čin. To se tradicionalno šteje za datum ustanovitve mesta Čangan. Dve leti pozneje je Liu Bang severno od sodobnega mesta Šjan zgradil palačo Veijang (未央宮, neskončna palača). Palača Veijang je bila največja palača, kar jih je bilo kdaj zgrajenih na Zemlji, saj je obsegala 4,8 kvadratnih kilometrov, kar je 6,7-krat več kot sedanje Prepovedano mesto in 11-krat več kot Vatikan. Prvotno mestno obzidje Šjana se je začelo graditi leta 194 pr. n. št. in je bilo dokončano v 4 letih. Po dokončanju je obzidje merilo v dolžino 25,7 km in v debelino pri vznožju od 12 do 16 m, kar je obsegalo površino 36 km2. Leta 190, sredi vstaj in uporov tik pred obdobjem Treh kraljestev, je Dong Džuo, mogočni vojskovodja iz bližnjega Šilianga, preselil dvor iz Luojanga v Čangan, da bi se izognil koaliciji drugih močnih vojskovodij proti sebi.
Leta 582, kmalu po ustanovitvi dinastije Sui, je cesar Sui ukazal zgraditi novo prestolnico jugovzhodno od prestolnice Han, imenovano Dašing (大興, Velika blaginja). Sestavljena je bila iz treh delov: cesarskega mesta, palačnega dela in civilnega dela, s skupno površino 84 km2 znotraj mestnega obzidja. Takrat je bilo največje mesto na svetu. Mesto je dinastija Tang preimenovala v Čangan. Sredi 7. stoletja je budistični menih Šuanzang po vrnitvi z romanja v Indijo ustanovil prevajalsko šolo za sanskrtske spise.
Gradnja Velike pagode divje gosi se je začela leta 652. Ta pagoda je bila visoka 64 m in je bila zgrajena za shranjevanje prevodov budističnih suter, ki jih je Šuanzang pridobil iz Indije. Leta 707 se je začela gradnja Male pagode divjih gosi. Ta pagoda je bila ob dokončanju visoka 45 m in je bila zgrajena za shranjevanje prevodov budističnih suter Jidžnga. Močan potres v Šaanšiju leta 1556 je poškodoval stolp in zmanjšal njegovo višino na 43,4 m.
Šjanska stela je stela kitajskega obdobja Tang, postavljena leta 781, ki dokumentira 150 let zgodnjega krščanstva na Kitajskem. Gre za 279 cm visok apnenčasti blok z besedilom v kitajščini in sirščini, ki opisuje obstoj krščanskih skupnosti v več mestih na severu Kitajske. Razkriva, da je prvotno nestorijansko krščansko cerkev leta 635 priznal cesar Tang Taizong zaradi prizadevanj krščanskega misijonarja Alopena.
Čangan je bil ob koncu dinastije Tang leta 904 opustošen. Prebivalci so se bili prisiljeni preseliti v novo prestolnico Luojang, majhno območje v mestu pa je bilo od takrat naprej naseljeno.
V obdobju dinastije Song je bil Šjan pomembno kulturno središče učenja in inovacij na področju znanosti, pa tudi zgodovinopisja, religije in filozofije na Kitajskem. V obdobju severne dinastije Song so ljudje, politična kultura in strateška lega mesta neposredno izkoriščali dinastijo Song, kar je še naprej vplivalo na pomen muslimanskih popotnikov na Kitajsko in kitajskih muslimanskih prebivalcev.
Med dinastijo Ming je bil leta 1370 zgrajen nov zid, ki je ostal nedotaknjen do danes. Obseg zidu je 11,9 km, višina 12 m, debelina ob vznožju pa od 15 do 18 m; zunaj obzidja je bil zgrajen tudi jarek. Novi zid in jarek bi zaščitila veliko manjše mesto s površino 12 km2.
- Ostanki kočij in konj v Fenghau v času zahodnega Džova (11.–8. stoletje pr. n. št.)
- Zemljevid mestnega obzidja naselij v Šjanu od dinastij Džov do Čing
- Glinena vojska v mavzoleju Čin Ši Huang, 3. stoletje pr. n. št.
- Zemljevid Čangana pod dinastijo Tang (7.–10. stoletje)

### Sodobnost
Dinastija Čing je na severovzhodu Šjana, na mestu nekdanje palače princa Ming iz Čina, ustanovila obzidano četrt mandžurskih praporov. Na jugovzhodu mesta je bila ustanovljena četrt hanskih praporov.
Mandžurske praporščake iz garnizije Šjan je Kangši leta 1703 pohvalil za ohranjanje mandžurske kulture. Mandžurski garnizijci Šjana naj bi v bojnih veščinah v provincialnih garnizijah ohranili mandžursko kulturo veliko bolje kot vsi drugi Mandžurci in so bili sposobni pravilno napeti lok in izvajati konjeniško lokostrelstvo, za razliko od pekinških Mandžurjev. Cesar Čjanlong je prejel spominsko odlikovanje, v katerem je Cimbu iz leta 1737 napisal spomenik, v katerem je zapisal, da so mandžurski praporščaki Šjana še vedno imeli bojne veščine, čeprav ne toliko kot v preteklosti. Do 1780-ih so se vojaške sposobnosti mandžurskih praporščakov iz Šjana močno zmanjšale in veljali so za vojaško najbolj spretno provincialno mandžursko praporščarsko garnizijo. Mandžurske ženske iz garnizije Šjan so pogosto zapuščale obzidano mandžursko garnizijo in odhajale k vročim vrelcem zunaj mesta, zaradi česar so si pridobile slab sloves zaradi svojega spolnega življenja. Mandžurec iz Pekinga, Sumurji, je bil zaradi tega šokiran in zgrožen, potem ko je bil imenovan za generalpodpolkovnika mandžurske garnizije Šjan in je cesarju Jongdžengu sporočil, kaj počnejo. Hanski civilisti in mandžurski praporščaki v Šjanu so imeli slabe odnose, saj so praporščaki poskušali krasti na tržnicah. Mandžurski generalpodpolkovnik Cimbru je o tem leta 1729 poročal cesarju Jongdžengu, potem ko je bil tja dodeljen. Guvernerju Jue Ruiju iz Šandonga je nato Jongdženg leta 1730, potem ko so bili mandžurski praporščaki nameščeni v četrt v Čingdžovu, ukazal, naj prijavi vsakega praporščaka, ki se neprimerno obnaša, in ga opozoril, naj tega ne prikriva. Mandžurski praporščaki iz garnizij v Šjanu in Džingdžouju so se v 1770-ih borili v Šindžjangu, Mandžurci iz garnizije Šjan pa so se v 1690-ih in 18. stoletju borili tudi v drugih pohodih proti Džungarjem in Ujgurom. V 1720-ih so se mandžurski praporščaki iz borili v Tibetu.
Oktobra 1911 so med revolucijo Šinhaj revolucionarji vdrli v trdnjavo Mandžurjev v Šjanu. Večina od 20.000 Mandžurjev v mestu je bila ubitih. Hui (muslimani; takrat imenovani mohamedanci) so bili razdeljeni v svoji podpori revoluciji. Tisti iz Šaanšija so podpirali revolucionarje, tisti iz Gansuja pa so podpirali Čing. Hui iz Šjana (provinca Šaanši) so se pridružili kitajskim revolucionarjem Han pri pokolu Mandžurjev. Nekateri bogati Mandžurci so preživeli z odkupnino. Bogati Han Kitajci so zasužnjevali mandžurska dekleta, revni Han Kitajci pa so mlade mandžurske ženske zasužnjevali kot žene. Tudi muslimani Hui so zasužnjevali mlada lepa mandžurska dekleta in jih vzgajali kot muslimane.
Britanski misijonar, ki je bil priča pokolu, je pripomnil: »Stari in mladi, moški in ženske, otroci, vsi so bili pobiti ... Hiše so bile izropane in nato požgane; tisti, ki bi se radi skrivali, dokler nevihta ni minila, so bili prisiljeni priti na plano. Revolucionarji, zaščiteni z obzidjem, so v obsojeno tatarsko (mandžursko) mesto vsuli močan, nenehen in neusmiljen ogenj, tisti, ki so poskušali pobegniti od tam v kitajsko mesto, pa so bili pobiti, ko so prišli skozi vrata.«
Leta 1936 se je v mestu med kitajsko državljansko vojno zgodil incident v Šjanu (takrat »Sian«). Incident je pripomogel k temu, da sta Kuomintang (KMT) in Kitajska komunistična partija ustanovila drugo združeno fronto, da bi se osredotočila na boj proti japonski imperialni vojski v drugi kitajsko-japonski vojni.
11. marca 1938 je nad Šjanom prvič izbruhnila zračna bitka, ko so letala japonskega cesarstva napadla mesto, spopadla pa so jih kitajska letala I-15, ki jih je vodil poročnik Cen Zeliu iz 5. zasledovalne skupine 17. eskadrilje. Čeprav je bil Šaanši večkrat napaden iz zraka, so enote Osme armade močno utrdile mesto; Šjana japonske sile niso nikoli zavzele.
20. maja 1949 je komunistično nadzorovana Ljudska osvobodilna vojska zavzela mesto Šjan od sil Kuomintanga.
V času Maaa se je Šjan nadalje razvijal kot del izgradnje tretje fronte.
Šjan je prišel na naslovnice kot eno od mnogih mest, kjer so leta 2012 potekale kitajske protijaponske demonstracije.
Leta 2022 je Šjan doživel največji izbruh COVID-19 v skupnosti od prvih mesecev pandemije na Kitajskem. Od 23. decembra 2021 je bilo mesto strogo zaprto, potem ko so lokalne oblasti poročale o več kot 250 primerih, ki so jih oblasti pripisale različici Delta. To je povzročilo obremenjeno zdravstveno varstvo in zapoznelo ali nezadostno dostavo hrane v nekatere dele mesta. Omejitve Šjana so bile odpravljene 24. januarja.

## Geografija
Šjan leži na planoti Guandžong v južno-osrednjem delu province Šaanši, na poplavni ravnici, ki jo ustvarja osem okoliških rek in potokov.
Mesto meji na severno vznožje gorovja Čin (Činling) na jugu in na bregove reke Vei na severu. Hua šan, ena od petih svetih taoističnih gora, je 100 km vzhodno od mesta. Nedaleč severno je puhlična planota.
Na začetku dinastije Han je načelnik generalštaba Džang Liang svetoval cesarju Liu Bangu, naj za prestolnico dinastije Han izbere Guandžong: »Planota Guandžong je za goro Šjao in prelazom Hangu ter povezuje Long (Gansu) in Šu (Sečuan). Območje lahko imenujemo železni grad, ki se razprostira na tisoče kilometrov in je bogat z žetvijo kot nebeški narod.« (关中左崤函，右陇蜀，沃野千里，此所谓金城千里，天府之国也) Od takrat je Guandžong znan tudi kot »Nebeški narod«.

### Podnebje
Šjan ima zmerno podnebje, na katerega vpliva vzhodnoazijski monsun, ki je po Köppnovi podnebni klasifikaciji razvrščeno kot mejno vlažno subtropsko in vlažno celinsko podnebje (Cwa/Dwa). Za dolino reke Vei so značilna vroča, vlažna poletja, hladne, suhe zime ter suhe pomladi in jeseni. Večina letnih padavin pade od julija do konca oktobra. Pozimi občasno pade sneg, ki se le redko zadrži za dolgo časa. Peščene nevihte se pogosto pojavljajo marca in aprila, ko se mesto hitro ogreje. V poletnih mesecih so pogoste tudi kratke nevihte. Mesečna 24-urna povprečna temperatura se giblje od okoli ledišča v januarju do 27,0 °C v juliju, letno povprečje pa znaša 14,08 °C. Ekstremne temperature od leta 1951 so se gibale od -20,6 °C 11. januarja 1955 do 42,3 °C na trenutni postaji v Džingheju 15. julija 2025. Najvišja rekordna vrednost 42,9 °C je bila zabeležena na drugi postaji 17. junija 2006. Neuradna rekordno nizka vrednost -25,0 °C je bila zabeležena tudi januarja 1930, vendar na drugi vremenski postaji v severnem predmestju mesta.

### Nacionalni center za časovne storitve
Astronomski observatorij Šaanši je bil ustanovljen leta 1966. Leta 1975 je bilo v skladu s poročilom Ljudske republike Kitajske o geodetskem izhodišču zapisano: »Da bi se čim bolj izognili pristranskosti pri merjenju, bi bilo geodetsko izhodišče v osrednji celinski Kitajski.« Izbrano je bilo mesto Lintong (临潼) v bližini Šjana. Od leta 1986 je bil kitajski standardni čas (CST) določen iz NTSC. Nacionalni center za časovne storitve (NTSC) Kitajske akademije znanosti je inštitut, ki se ukvarja predvsem s storitvami in raziskavami časa in frekvence. NTSC je odgovoren za ustvarjanje in vzdrževanje nacionalne standardne časovne lestvice ter razširjanje časovnih in frekvenčnih signalov. Avtonomne standardne časovne lestvice univerzalnega časa in atomskega časa ter tehnike razširjanja z LF in HF radiom so bile zaporedno vzpostavljene v 1970-ih in 1980-ih, kar izpolnjuje vse zahteve za različne aplikacije na splošno, kot so znanstvene raziskave, nacionalno gospodarstvo itd.
- Vzhodna vrata Šjana
- Panorama sodobnega Šjana
- Jezero Meibei, okrožje Huji, Šjan

### Upravna delitev
Šjan ima neposredno pristojnost nad 11 okrožji in 2 okrajema:
- okrožja Šinčeng, Beilin, Lianhu, Bačjao, Veijang, Janta, Janliang, Lintong, Čangan, Huji in Gaoling
- okraja Lantia in Džoudži

## Gospodarstvo
Kot del kitajske politike zahodnega razvoja je Šjan postal glavna tarča pospešene pozornosti, zlasti na področju informacijske tehnologije, naprednih materialov, vesoljske industrije, energetike in kemijskega inženirstva. Med letoma 1997 in 2006 se je vrednost industrijske proizvodnje storitvenega sektorja v Šjanu povečevala s povprečno letno stopnjo 13 odstotkov, v primerjavi s tradicionalnimi storitvenimi sektorji pa 0,74 odstotka, kar predstavlja rast z 8,113 milijarde ameriških dolarjev na 25,85 milijarde ameriških dolarjev.
Leta 2020 je bil Šjan s strani Raziskovalne mreže za globalizacijo in svetovna mesta uvrščen med mesta Beta- (globalno drugo mesto). Šjan je bil leta 2020 uvrščen med 100 najboljših finančnih središč na svetu po indeksu globalnih finančnih središč.
Pomembne panoge vključujejo proizvodnjo opreme, turizem in zunanje izvajanje storitev. Predelovalna industrija je letno ustvarila 36,5 milijarde RMB, kar predstavlja 44,5 odstotka celotne proizvodnje mesta. 
Poleg tega je Šjan kot ena od štirih starodavnih prestolnic Kitajske zaradi številnih kulturnih znamenitosti, vključno s Glineno vojsko, [[mestno obzidje Šjana|mestnim obzidjem Šjana]g in templjem Famen, tudi turizem pomembna panoga. Leta 2019 je število turistov, ki so obiskali Šjan, preseglo 300 milijonov, kar je skupaj znašalo 314,6 milijarde RMB. Prihodki se v povprečju povečajo za 36,4 odstotka na leto, devizni prihodki (530 milijonov leta 2009) pa za približno 35,8 odstotka.
Šjan je tudi eno prvih mest za zunanje izvajanje storitev na Kitajskem, z več kot 800 podjetji v panogi. Vrednost proizvodnje mesta v tem sektorju je leta 2008 presegla 23 milijard RMB. Zaposlenost v sektorju se je od leta 1997 do 2006 podvojila z izhodiščnih 60.000, število zaposlenih v računalniškem svetovanju pa se je prav tako podvojilo s 16.000 na 32.000. Zaradi pomena industrije zunanjega izvajanja programske opreme je mesto načrtovalo gradnjo novega mesta programske opreme, ki naj bi bilo dokončano leta 2015 z naložbo v višini 30 milijard RMB. Drugo pomembno izvozno blago vključuje svetlobno opremo in avtomobilske dele, glavno uvozno blago pa so mehanski in električni izdelki. Na mednarodni ravni je največji trgovinski partner Šjana Združene države Amerike.
Mednarodni trgovinski in logistični park Šjan se razprostira na približno 35 kvadratnih miljah in je bil zasnovan kot model urbanizacije, ki temelji na logistiki. Park je pomembno suho pristanišče in središče za železniške kontejnerje. Iz njega odpelje ali se vanj vrne več vlakov s tovorom Kitajska-Evropa (CEFT) kot iz katerega koli drugega mesta.

## Znamenitosti
Zaradi številnih zgodovinskih spomenikov v mestu in obilice starodavnih ruševin in grobnic v bližini je turizem pomemben del lokalnega gospodarstva, regija Šjan pa je ena najbolj priljubljenih turističnih destinacij na Kitajskem.
Mesto ima veliko pomembnih zgodovinskih najdišč, nekatera pa so še v teku arheološki projekti, kot je mavzolej Čin Ši Huanga in njegove Glinene vojske. V mestu je več grobnih gomil, grobnic kraljev dinastije Džov. Tu je tudi približno 800 kraljevih mavzolejev in grobnic iz dinastije Han, nekateri od njih pa vsebujejo na stotine izklesanih glinenih vojakov in ostanke žrtvenih templjev iz obdobja Han. Mesto ima številne pagode dinastije Tang in je znano po svojem zgodovinskem muzeju in gozdu stel, ki je v konfucijanskem templju iz 11. stoletja, v katerem so velike kamnite plošče iz različnih dinastij.
Nekatera najbolj znana mesta v Šjanu so:
- Mesto je obdano z dobro ohranjenim mestnim obzidjem, ki je bilo obnovljeno v 14. stoletju v času zgodnje dinastije Ming in je temeljilo na notranji cesarski palači dinastije Tang.
- Mavzolej Čin Ši Huanga in njegove glinene vojske se nahaja 40 km vzhodno od središča mesta, v mestnem predmestju.
- Zvonik in bobnarski stolp sta na osrednji osi mesta.
- Mestna muslimanska četrt, kjer stoji Velika mošeja v Šjanu.
- Velika in Mala pagoda divjih gosi sta spektakularna stolpa, stara več kot 1000 let in sta preživela velike potrese.
- Gozd stele je znan po številnih zgodovinskih napisih in kamnoseških delih.
- Tempelj Famen in njegova visoka pagoda sta 120 kilometrov zahodno od Šjana.
- Tempelj Ši Ming, zgodovinski budistični tempelj
- Tempelj Volong, budistični tempelj na ulici Kaitong blizu gozda Stele
- Tempelj Šingdžjao v Šaolin Juanu
- Tempelj Džjanfu, ki je povezan z majhno pagodo divje gosi
- Neolitska vas Banpo
- Zgodovinski muzej Šaanši, ki ima veliko zbirko zgodovinskih artefaktov
- Muzej Šjan, ki stoji v bližini Male pagode divje gosi
- Vroči vrelci Huačing ob vznožju gore Li imajo 6000 let dolgo zgodovino, sosednja palača Huačing pa 3000 let dolgo zgodovino. Uvršča se med sto znanih vrtov na Kitajskem in ima tudi status nacionalne enote za zaščito kulturnih relikvij ter nacionalnega ključnega slikovitega območja.
- Palača Daming, narodni park dediščine, lokacija nekdanje kraljeve rezidence cesarjev dinastije Tang
- Narodni gozdni park Mount Li
- Narodni gozdni park Mount Džongnan
- Mesto Datang Everbright

- Velika pagoda divje gosi
- Zvonik v Šjanu
- Bobnarski stolp v Šjanu
- Rekonstruirana vrata Danfeng v narodnem parku dediščine palače Daming
- Zgodovinski muzej Šaanši
- Jama v podzemnem muzeju Han Jang Linga, mavzolej cesarja Hana Džingdija
- Narodni gozdni park Mount Taibai
- Hotel Grand Hyatt Šjan v poslovnem središču mesta